# OpenPTK
Az Open Provisioning ToolKit (OpenPTK) egy nyílt forráskódú provisoning eszközkészlet, melyet a Sun Microsystems Inc.-en belül Scott Fehrman, Derrick Harcey és Terry Sigle kezdett el.

## Referencia
- Extending OpenPTK, the User Provisioning Toolkit, by Masoud Kalali